# Lippewerk

Remondis AG & Co. KG

Das Lippewerk der Firma Remondis im Lüner Ortsteil Lippholthausen (Nordrhein-Westfalen) ist das größte industrielle Recyclingzentrum in Europa.

## Historie
Von 1938 bis 1990 war auf dem Gelände eine Produktionsstätte der Vereinigte Aluminium-Werke AG (VAW) zur Herstellung von Aluminiumoxid aus Bauxit nach dem Bayer-Verfahren und zur Herstellung von Aluminium nach dem Elektrolyse-Verfahren angesiedelt. Weiterhin wurde das Aluminiumsalz Kryolith hergestellt und das weltweit erste Kraftwerk auf der Basis einer zirkulierenden Wirbelschicht zur Energiegewinnung aus ballastreichen Steinkohlen errichtet. In den 1960er und 1970er Jahren gehörte das Lippewerk zu den größten Hüttenstandorten Deutschlands, stellte bis zu 400.000 Tonnen Aluminiumoxid und 50.000 Tonnen Aluminium im Jahr her und hatte fast 2.000 Beschäftigte.
Aus Rentabilitätsgründen wurde 1987 die Aluminiumoxidproduktion, 1990 die Aluminiumproduktion und 1999 auch die Kryolith-Produktion eingestellt. Die Werkstruktur und einige Aggregate wurden schrittweise dazu benutzt, industrielle Rückstände wie REA-Gips aus Rauchgasentschwefelungsanlagen zu verkaufsfähigen Produkten aufzubereiten. Der zu diesem Zweck gegründete Betriebsbereich AIR–Aufbereitung industrieller Rückstände bildet den Kern des heutigen Lippewerkes.
Seit 1993 gehört das Lippewerk zur Entsorgungssparte der Rethmann-Gruppe, aus deren Zusammenschluss mit der von RWE abgestoßenen Entsorgungssparte (RWE Umwelt) die heutige Remondis-Gruppe entstand.

## Aktuelle Situation

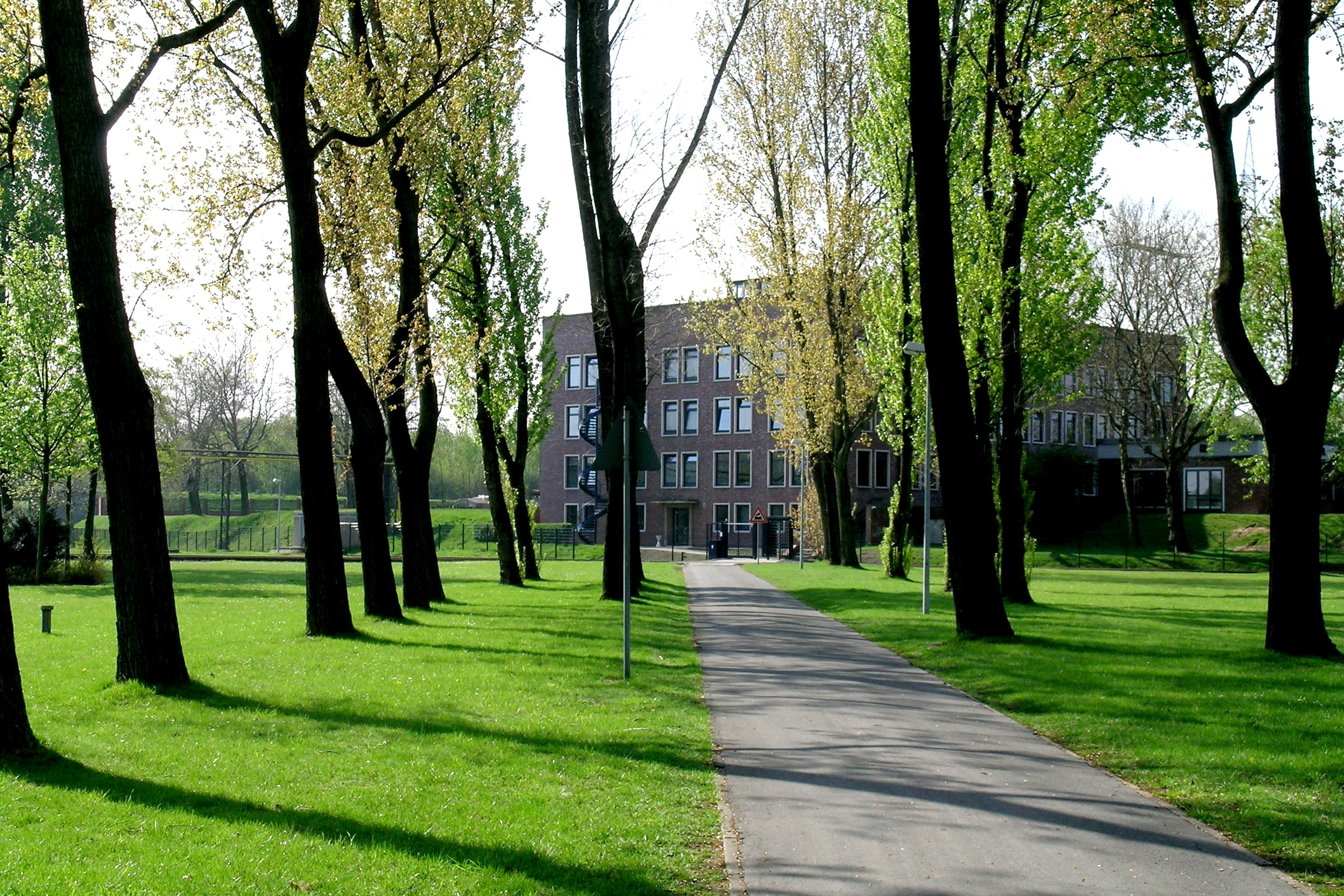
Hauptverwaltung im Recyclingpark Lippewerk

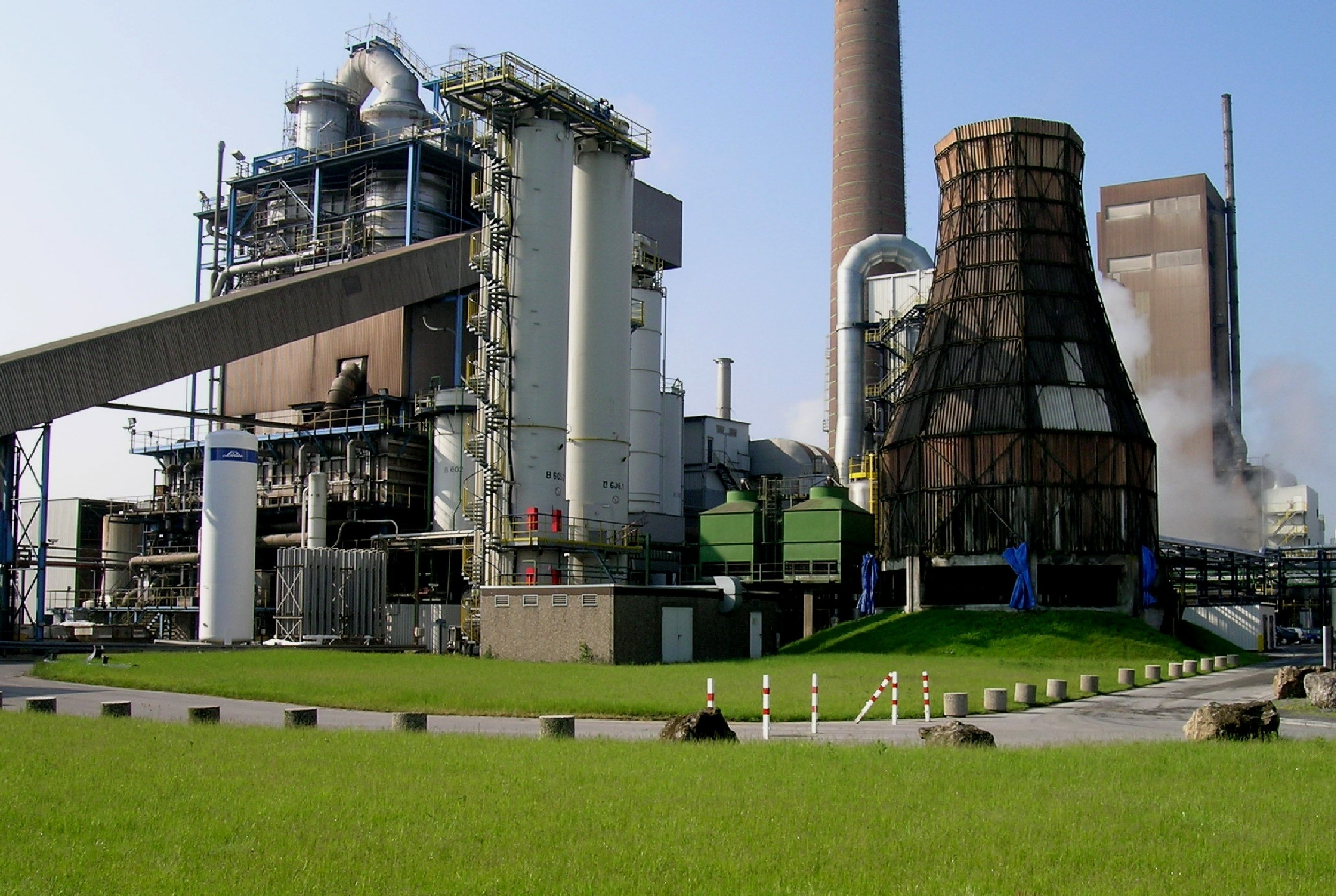
Kraftwerk mit zirkulierendem Wirbelbett

Das Lippewerk ist in den letzten Jahren zu einem Industriepark ausgebaut worden und beschäftigt heute (Stand 2020) über 1400 Menschen. Neben der Hauptverwaltung der Remondis befinden sich auf dem 230 Hektar großen Gelände des Lippewerks unter anderem das zertifizierte UCL-Labor (Umwelt-Control Lünen GmbH) sowie Anlagen zum Schlachtabfallrecycling, zur Altholz-Aufbereitung / Biomassekraftwerk (BMK), Herstellung von Gips-stämmigen Bauprodukten aus industriellen Gipsen, z. B. Fließestrich auf der Basis von Anhydrit unter der Handelsbezeichnung „RADDiBIN“, sowie ein Chemie-Betrieb zur Herstellung spezieller Aluminiumsalze wie „alumin“ (Natriumaluminat) und „casul“ (Calciumaluminatsulfat bzw. Ettringit).
Weiterhin wird aus Kunststoffabfall Kunststoffregranulat und aus Schlacken und Ofenausbruchmaterialien der Edelstahl- und Buntmetallproduktion hochwertiges Metallgranulat gewonnen. Ein Erdenwerk, ein Bauschuttrecyclingbereich, und ein Kompostwerk sowie eine Aufbereitungsanlage von Industrieabfällen zu sogenannten Ersatzbrennstoffen (EBS) für die Energieerzeugung in Kraftwerken sind ebenfalls vorhanden. Seit dem Jahre 2006 wird auch Biodiesel aus Tierfetten und pflanzlichen Rohstoffen produziert, Elektronik- und Elektroschrott recycelt und ein Biomassekraftwerk betrieben.
Pro Jahr (2007) werden im Lippewerk aus inzwischen über 1,6 Millionen Tonnen Abfällen – die hier korrekterweise als Sekundärrohstoffe bezeichnet werden – rund eine Million Tonnen Halbfertigprodukte, Rohstoffe und Industriegüter hergestellt. Darüber hinaus wird aus Sekundärbrennstoffen insgesamt eine Energieausbeute von fast 300.000 MWh/a in Form von Strom und Dampf erzeugt.

## Premium-Produkte
Die Premium-Produkte des Lippewerkes sind:
- alumin: Natriumaluminatlösung für Wasserbehandlung und Bauchemie
- casul: Weißpigment für Farben, Putz und Papier bzw. (Streichfarben)
- ecoMotion: Biodiesel
- Planolen: Granulat für alterungsbeständige Kunststoffe
- Planomid: Granulat für belastbare Kunststoffe
- RADDiBIN: Bindemittel (Anhydrit) für Baustoffe
- RADDiDENT: Alpha-Halbhydrat-Gips für medizinische Anwendungen
- RETERRA: Kompostprodukte für gute Böden

Das Lippewerk gilt als ein Musterbeispiel für integrierte Kreislaufwirtschaft und wird jährlich von Tausenden Besuchern, vor allem aus dem Ausland, besichtigt. Nach dem Vorbild des Lippewerkes will die kuwaitische National Projects Holding Co. auch im Arabischen Emirat Dubai einen Recyclingpark errichten.